# Mistrovství světa juniorů ve sportovním lezení 2005
Mistrovství světa juniorů ve sportovním lezení 2005 (anglicky: UIAA World Youth Championship) se uskutečnilo jako třináctý ročník 25. srpna v Pekingu v lezení na obtížnost a rychlost. Do průběžného světového žebříčku juniorů se bodovalo třicet prvních závodníků v každé kategorii lezců od 14 do 19 let.

## Průběh MSJ
Z domácích závodníků byli dva ve do finále, ale nezískali medaili.

### Češi na MSJ
Po předešlé bronzové medaili čeští závodníci nezískali žádnou medaili. Jan Zbranek a Martin Stráník se dostali do finále.

### Výsledky juniorů a juniorek
| obtížnost         | obtížnost           | rychlost                  | rychlost               |
| ----------------- | ------------------- | ------------------------- | ---------------------- |
| junioři           | juniorky            | junioři                   | juniorky               |
| 1. Daniel Winkler | 1. Mina Markovič    | 1. Jevgenij Vajcechovskij | 1. Olha Bežko          |
| 2. Nicolas Badia  | 2. Florence Pinet   | 2. Alexander Kosterin     | 2. Yana Malkova        |
| 3. Ivan Kaurov    | 3. Fanny Conan      | 3. Eduard Ismagilov       | 3. Anna Gallyamova     |
|                   |                     |                           |                        |
| 4. Jabee Kim      | 4. Kinga Ociepka    | 4. Oleksij Šulha          | 4. Dan Zhang           |
| 5. Jan Zbranek    | 5. Olha Bežko       | 5. Jakub Jodlowski        | 5. Kseniia Alekseeva   |
| 6. Sean McColl    | 6. Chelsea Rude     | 6. Anatoly Skripov        | 6. Lai-Sho Cheng       |
| 7. Zeb Engberg    | 7. Martina Harnisch | 7. Guangpu Li             | 7. Taťjana Šemulinkina |
| 8. Thomas Neyer   | 8. Anna Gallyamova  | 8. Sean McColl            | 8. Hanna Savčenko      |
|                   |                     |                           |                        |
| —                 | 16. Lucie Rajfová   | 9. Libor Hroza            | —                      |
|                   |                     |                           |                        |
| ? finalistů       | ? finalistek        | ? finalistů               | ? finalistek           |
| ? semifinalistů   | ? semifinalistek    | ? semifinalistů           | ? semifinalistek       |
| 56 juniorů        | 44 juniorek         | 32 juniorů                | 24 juniorek            |

### Výsledky chlapců a dívek v kategorii A
| obtížnost          | obtížnost              | rychlost               | rychlost                   |
| ------------------ | ---------------------- | ---------------------- | -------------------------- |
| chlapci            | dívky                  | chlapci                | dívky                      |
| 1. Magnus Midtboe  | 1. Caroline Januel     | 1. medaile neudělena   | 1. Jana Čerešněvová        |
| 2. Felix Neumärker | 2. Jana Čerešněvová    | 2. Alexey Belchikov    | 2. Alex Johnson            |
| 3. Sači Amma       | 3. Akijo Noguči        | 3. Olexiy Zaychenko    | 3. Olena Sheremetyeva      |
|                    |                        |                        |                            |
| 4. Emmanuel Lopez  | 4. Anna Stöhr          | 4. Maksym Osipov       | 4. Kasia Pietras           |
| 5. Yeob Dae Kim    | 5. Victoria Weldon     | 5. Gary Leon Fernandez | 5. Alex Puccio             |
| 6. Manuel Romain   | 6. Christina Schmid    | 6. Sergii Topishko     | 6. Ekaterina Andreeva      |
| 7. Fabien Comina   | 7. Anne-Laure Chevrier | 7. Nick Douglas        | 7. Elena Kanaeva           |
| 8. Tyler Haack     | 8. Christine Schranz   | 8. Giovanni Goncalves  | 8. Andrea Brigitta Szekely |
|                    |                        |                        |                            |
| —                  | 9. Silvie Rajfová      | —                      | —                          |
|                    |                        |                        |                            |
| ? finalistů        | ? finalistek           | ? finalistů            | ? finalistek               |
| ? semifinalistů    | ? semifinalistek       | ? semifinalistů        | ? semifinalistek           |
| 74 chlapců         | 49 dívek               | 49 chlapců             | 26 dívek                   |

### Výsledky chlapců a dívek v kategorii B
| obtížnost            | obtížnost              | rychlost               | rychlost                 |
| -------------------- | ---------------------- | ---------------------- | ------------------------ |
| chlapci              | dívky                  | chlapci                | dívky                    |
| 1. David Lama        | 1. Charlotte Durif     | 1. Alexandr Stěpanov   | 1. Libby Hall            |
| 2. Jakob Schubert    | 2. Alexandra Malysheva | 2. Jernej Kruder       | 2. Kseniya Polekhina     |
| 3. Yuriy Dzyubyak    | 3. Juliane Wurmová     | 3. Bence Gál           | 3. Tiffany Hensley       |
|                      |                        |                        |                          |
| 4. Ciril Vezonik     | 4. Paige Claassen      | 4. Brian Furciniti     | 4. Oleksandra Bud Gusaim |
| 5. Tyler Landman     | 5. Natalie Berry       | 5. Sergej Abdrachmanov | 5. Alina Gajdamakinová   |
| 6. Martin Stráník    | 6. Melissa Main        | 6. Artem Derevenskikh  | 6. Liubov Shagina        |
| 7. Eric Lopez Mateos | 7. Katie Mah           | 7. Yannick Pasquazzo   | 7. Alexandra Malysheva   |
| 8. Thomas Tauporn    | 8. Marah Bragdon       | 8. Viktor Kozlov       | 8. Paige Claassen        |
|                      |                        |                        |                          |
| —                    | 20. Anna Čermáková     | —                      | 14. Anna Čermáková       |
|                      |                        |                        |                          |
| ? finalistů          | ? finalistek           | ? finalistů            | ? finalistek             |
| ? semifinalistů      | ? semifinalistek       | ? semifinalistů        | ? semifinalistek         |
| 45 chlapců           | 41 dívek               | 29 chlapců             | 25 dívek                 |

### Medaile podle zemí
| pořadí | stát      | Zlatá medaile | Stříbrná medaile | Bronzová medaile | celkem |
| ------ | --------- | ------------- | ---------------- | ---------------- | ------ |
| 1.     | Rusko     | 4             | 6                | 3                | 13     |
| 2.     | Francie   | 2             | 1                | 1                | 4      |
| 3.     | Ukrajina  | 1             | 1                | 3                | 5      |
| 4.     | Slovinsko | 1             | 1                | 0                | 2      |
| 4.     | Rakousko  | 1             | 1                | 0                | 2      |
| 6.     | Norsko    | 1             | 0                | 0                | 1      |
| 6.     | Švýcarsko | 1             | 0                | 0                | 1      |
| 6.     | Austrálie | 1             | 0                | 0                | 1      |
| 9.     | Německo   | 0             | 1                | 1                | 2      |
| 9.     | USA       | 0             | 1                | 1                | 2      |
| 11.    | Japonsko  | 0             | 0                | 2                | 2      |
| 12.    | Maďarsko  | 0             | 0                | 1                | 1      |